# Plagiochila caduciloba
Plagiochila caduciloba là một loài rêu trong họ Plagiochilaceae. Loài này được H.L. Blomq. mô tả khoa học đầu tiên năm 1939.